# Липс
Липс (на старогръцки: Λίψ, Lips, Libs, на латински: Africus) в древногръцката митология е бог на югозападния вятър.
Липс произлиза, както и югозападният вятър Libeccio в Корсика, от Либия, която се намира югозападно от Гърция. Произлиза от старогръцката дума λείβω. В Египет така са наричали западния вятър.
На кулата на ветровете в Атина Липс е представен като момче, което след битката при Саламин (480 пр.н.е.) издухва останките от победените персийски кораби на брега на Атика.